# بنفا سیلا
بنفا سیلا (انگلیسی: Banfa Sylla؛ زادهٔ ۲۹ مهٔ ۱۹۸۹) بازیکن فوتبال اهل فرانسه است.
از باشگاه‌هایی که در آن بازی کرده‌است می‌توان به باشگاه فوتبال راد اشاره کرد.